# Dolní Teplice
Dolní Teplice (německy Unter Wekelsdorf) je část města Teplice nad Metují v okrese Náchod. V roce 2009 zde bylo evidováno 117 adres. V roce 2001 zde trvale žilo 290 obyvatel.
Dolní Teplice je také název katastrálního území o rozloze 3,86 km2.

## Historie
První písemná zmínka o obci pochází z roku 1362.

## Pamětihodnosti
- Vodní mlýn, Palackého 16